# 云南半叶趾虎
云南半叶趾虎（学名：Hemiphyllodactylus yunnanensis）为壁虎科半叶趾虎属的爬行动物，俗名山壁虎。分布于缅甸、泰国、老挝以及中国大陆的云贵高原、广西等地，一般栖息于海拔1000-2400米的高原山区以及栖息于墙缝、岩缝中。其生存的海拔范围为1000至2400米。该物种的模式产地在云南昆明。
种加词 yunnanensis 意为“云南的”。

## 亚种
本物種原來分為下列四個亞種，目前其中3個亞種均普遍被視為獨立的物種：
- 云南半叶趾虎指名亚种（学名：Hemiphyllodactylus yunnanensis yunnanensis），Boulenger于1903年命名。在中国大陆，分布于云南等地。该物种的模式产地在云南昆明。[3]
- 云南半叶趾虎金平亚种（学名：Hemiphyllodactylus yunnanensis jinpingensis），Zhou et Liu于1981年命名。在中国大陆，分布于云南、贵州、广西等地。[4]现为金平半叶趾虎(H.jinpingensis)
- 云南半叶趾虎龙陵亚种（学名：Hemiphyllodactylus yunnanensis longlingensis），Zhou et Liu于1981年命名。在中国大陆，分布于云南等地。[5]现为龙陵半叶趾虎(H. longlingensis)
- 云南半叶趾虎独山亚种（学名：Hemiphyllodactylus yunnanensis dushanensis），Zhou et Liu于1981年命名。在中国大陆，分布于贵州等地。[6]现为独山半叶趾虎(H. dushanensis)

## 保护
本种于2023年被收录入《有重要生态、科学、社会价值的陆生野生动物名录》。